# Nordea Nordic Light Open

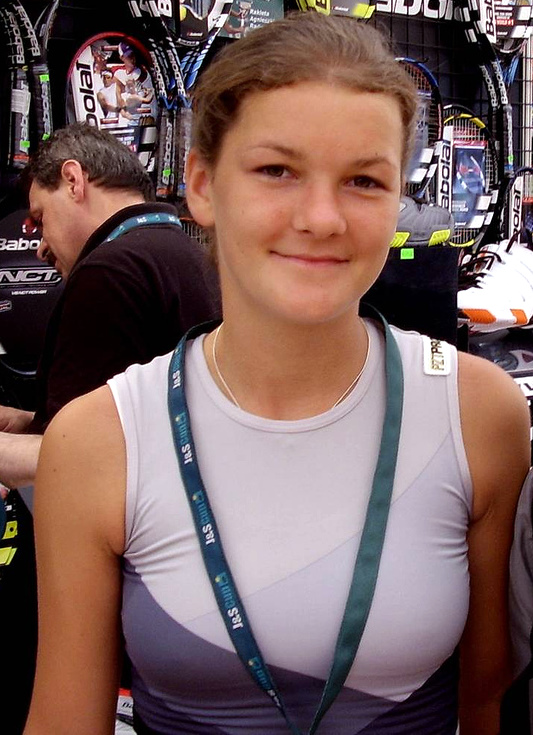
Агнешка Радваньская из Польши — чемпионка одиночного турнира 2007 года.

Nordea Nordic Light Open — профессиональный женский теннисный турнир, проходивший в Финляндии и Швеции между Уимблдоном и US Open в период между 2002 и 2008 годами, под эгидой WTA и местных теннисной федерации.
Соревнование игралось на открытых хардовых кортах.

## История турнира
Соревнование организовано в финском городе Эспоо перед сезоном-2002, как часть летней грунтовой серии соревнований WTA в Европе.
Перед сезоном-2004 турнир был переведён в Швецию, в город Стокгольм, сохранив прежний статус и спонсорское финансирование, но поменяв покрытие: соревнования стали проводиться на хардовых кортах.
Перед сезоном-2009 турнир пережил следующие крупные изменения в своей истории: после ухода титульного спонсора — компании Nordea, соревнования были переведены на грунт и объединены с турниром в Бостаде, возродив тем самым много лет не проводившийся в рамках того соревнования женский турнир.

### Победители и финалисты
Одиночные соревнования за историю своего проведения так ни разу и не покорились дважды одному игроку, хотя две теннисистки выходили в финал по несколько раз. Однако ни Анастасия Мыскина ни Вера Душевина не смогли выиграть турнир даже раз.
В парных соревнованиях турнир также не покорился никому дважды, однако чешке Еве Бирнеровой удалось прибавить к своему титулу-2006 ещё и финал-2005.
Трижды турнир покорялся одной теннисистке и в одиночном и в парном разряде, причём и Светлана Кузнецова, и Алисия Молик, и Катарина Среботник выиграли оба соревнования в один год.

### Изменения призового фонда
| Годы      | Размер фонда |
| --------- | ------------ |
| 2002-2005 | 140 000 USD  |
| 2006-2008 | 145 000 USD  |

## Финалы прошлых лет

### Одиночные турниры
| Год               | Чемпион                 | Финалист           | Счёт финала    |
| ----------------- | ----------------------- | ------------------ | -------------- |
| Стокгольм, Швеция |                         |                    |                |
| 2008              | Каролина Возняцки       | Вера Душевина      | 6-0 6-2        |
| 2007              | Агнешка Радваньская     | Вера Душевина      | 6-1 6-1        |
| 2006              | Чжэн Цзе                | Анастасия Мыскина  | 6-4 6-1        |
| 2005              | Катарина Среботник      | Анастасия Мыскина  | 7-5 6-2        |
| 2004              | Алисия Молик            | Татьяна Перебийнис | 6-1 6-1        |
| Эспоо, Финляндия  |                         |                    |                |
| 2003              | Анна Смашнова-Пистолези | Елена Костанич     | 4-6 6-4 6-0    |
| 2002              | Светлана Кузнецова      | Дениса Хладкова    | 0-6 6-3 7-6(2) |

### Парные турниры
| Год  | Чемпион                                         | Финалист                                   | Счёт финала    |
| ---- | ----------------------------------------------- | ------------------------------------------ | -------------- |
| 2008 | Ивета Бенешова Барбора Заглавова-Стрыцова       | Петра Цетковская Луция Шафаржова           | 7-5 6-4        |
| 2007 | Анабель Медина Гарригес Вирхиния Руано Паскуаль | Чжань Цзиньвэй Татьяна Лужанская           | 6-1 5-7 [10-6] |
| 2006 | Ева Бирнерова Ярмила Гайдошова                  | Янь Цзы Чжэн Цзе                           | 0-6 6-4 6-2    |
| 2005 | Эмили Луа Катарина Среботник                    | Ева Бирнерова Мара Сантанджело             | 6-4 6-3        |
| 2004 | Алисия Молик Барбара Шетт                       | Анна-Лена Грёнефельд Эммануэль Гальярди    | 6-3 6-3        |
| 2003 | Елена Татаркова Евгения Куликовская             | Татьяна Перебийнис Сильвия Талая           | 6-2 6-4        |
| 2002 | Аранча Санчес-Викарио Светлана Кузнецова        | Ева Бес-Остарис Мария Хосе Мартинес Санчес | 6-3 6-7(5) 6-3 |